# William Gibson Sloan
William Gibson Sloan (Dalry, 1838. szeptember 4. – Tórshavn, 1914. szeptember 4.) skót prédikátor, aki Skócia mellett Orkney, Shetland és Feröer szigetcsoportjain is működött.

## Pályafutása
Nathanael Sloane v. Sloan takács és Elisabeth Orr gyermekeként látta meg a napvilágot. Gyermekkoráról keveset tudni, de az bizonyos, hogy szimpatizált az 1830-ban Angliában és Skóciában elterjedt testvérmozgalommal, melynek összejövetelein különböző keresztény felekezetek tagjai gyakorolták a hívők általános papságát.
23 éves korában, 1861-ben kezdett házi összejöveteleket szervezni Dalryban és környékén. Ebben az időben egy élelmiszerbolt vezetéséből tartotta el magát, és ebben a minőségében harcolt a szeszesital- és alkoholértékesítés ellen. Nem sokkal később belfasti születésű kollégájával, Samuel Doddsszal együtt az evangelizációnak szentelte magát, és 1863-ban a The Book and Tract Society of Scotland megbízásából Shetlandra és Orkneyre utazott, hogy terjessze az ébredési mozgalom kiadványait. Emellett összejöveteleket is szervezett, bár hivatalosan még a Skót Egyház tagja volt. 1864-ben vette fel a felnőttkeresztséget Lerwickben. 1874-től neki és más prédikátoroknak köszönhetően a plymouthi testvérek lassan, de biztosan teret nyertek Shetlandon. Az első testvérgyülekezet 1885-ben jött létre Lerwickben.
Amikor Sloan hírét vette, hogy a Dán Királysághoz tartozó Feröer lakói hogy elhanyagolják a vasárnapot és mennyi szeszes italt fogyasztanak, elhatározta, hogy tevékenységét kiterjeszti a szigetcsoportra. Először 1865-ben látogatott a szigetekre hathetes szabadsága alatt. A következő években fokozatosan kiépítette kapcsolatait, és 1879-ben teljesen ott telepedett le. A legkisebb és legeldugottabb falvakig mindenütt összejöveteleket szervezett, ahol angol és dán nyelven olvasta fel az evangéliumot. Feröeren a reformáció óta az evangélikus államegyház működött merev hierarchiájával, liturgiájával és bibliakiadási monopóliumával. A dán nyelv hivatalosnak számított az egyházi és állami intézményekben, a feröeri nyelv alárendeltnek számított. Sloan kiállása a gyermekkeresztség, valamint az egyház állami státusza ellen konfliktusokat szült.
Az első gyülekezeti termet 1879-ben hozta létre Tórshavnban, ahol rendszeres együttléteket és vasárnapi iskolát tartottak, helyi segítője (és későbbi sógora), Andrias Isaksen í Geil révén már feröeri nyelven. 1901-ben az államegyház által nyíltan támadott gyülekezetnek mintegy 30 tagja volt. 1905-ben Tórshavnban új gyülekezeti termet emeltek, de Sloan térítőútjai révén Feröer majdnem minden részén létrejöttek gyülekezetek. 1911-re már 200-an tartoztak a testvérgyülekezetekhez. Jelenleg a szigetcsoport lakosságának mintegy 10-15%-a tartozik hozzájuk.

## Családja
1881. október 10-én Glasgowban feleségül vette az akkor 24 éves Elsebeth (Elsba) Isaksen í Geilt. Hat gyermekük született: Poul (1882), Anna Elisabeth (1895), Elisabeth (1887), Archibald (1890), Cathrine (1892) és Andrew William (1896).